# サン・ダニエーレ・ポー
サン・ダニエーレ・ポー（伊: San Daniele Po）は、イタリア共和国ロンバルディア州クレモナ県にある、人口約1,300人の基礎自治体（コムーネ）。

## 地理

### 位置・広がり

#### 隣接コムーネ
隣接するコムーネは以下の通り。括弧内のPRはパルマ県所属を示す。
- チェッラ・ダーティ
- モッタ・バルッフィ
- ピエーヴェ・ドルミ
- ロッカビアンカ (PR)
- ソスピーロ
- ポレージネ・ジベッロ (PR)

### 気候分類・地震分類
気候分類では、zona E, 2389 GGに分類される。
また、イタリアの地震リスク階級 (it) では、zona 3 (sismicità bassa) に分類される。

## 行政

### 分離集落
サン・ダニエーレ・ポーには、以下の分離集落（フラツィオーネ）がある。
- Isola Pescaroli, Sommo con Porto, Santa Margherita, Solarolo Paganino